# Заморские территории Норвегии

Норвегия и её заморские территории

Норвежские зависимые территории на карте Антарктиды

Заморские территории Норвегии — совокупность пяти различных принадлежащих этой стране согласно её законодательству земель, а именно трёх зависимых (норв. Biland) и двух интегрированных территорий (норв. Andre deler av landet).
Зависимые территории Норвегии в узком, юридическом смысле — необитаемые владения этой страны в Южном полушарии. Это вулканический остров Буве площадью 49 км² в Южной Атлантике и две антарктические территории — омываемая водами той же Южной Атлантики Земля королевы Мод, сектор материковой Антарктиды между 20° з. д. и 44°38’ в. д., занимающий около одной шестой части материка, а также находящийся примерно в 450 км от тихоокеанского берега Антарктиды небольшой вулканический остров Петра I в море Беллинсгаузена.
К заморским владениям Норвегии (но не к зависимым территориям в строгом смысле) также относятся и две интегрированные территории в Северном полушарии — находящийся в Норвежском море необитаемый остров Ян-Майен площадью 377 км² и расположенный в Северном Ледовитом океане архипелаг Шпицберген (включая остров Медвежий).

## Управление
Ни одно из норвежских заморских владений не включено в административную систему континентальной Норвегии ни на уровне губерний (фюльке), ни на уровне коммун; они представляют собой особые сущности.
Зависимые территории не являются частью Королевства Норвегии, но находятся под его суверенитетом. Это, в частности, означает, что такая земля может быть уступлена без нарушения первой статьи конституции Норвегии о территориальной целостности страны. Администрируются эти территории из Осло департаментом полярных дел Министерства юстиции и общественной безопасности Норвегии. На них распространяется действие гражданского и уголовного норвежского законодательства, включая экологические нормы, также там запрещено хранение и иное использование ядерных материалов
.

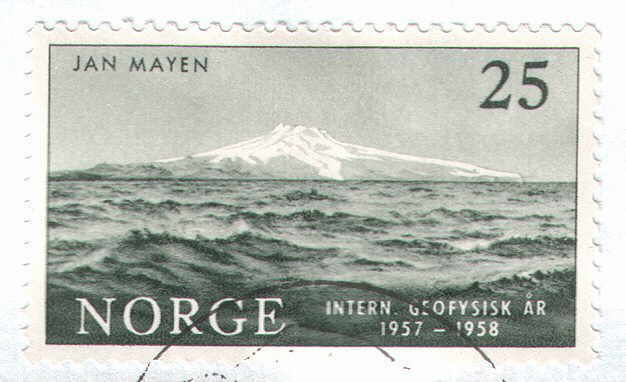
Вулкан Беренберг на острове Ян-Майен. Почтовая марка Норвегии (1957)

Поскольку о. Петра I и Земля королевы Мод находятся южнее 60° ю. ш., они подпадают под действие подписанного Норвегией международного Договора об Антарктике. Согласно его статьям, норвежские территориальные претензии в этой части света признаны бессрочно замороженными. Субантарктический о. Буве под эти ограничения не подпадает.
В интересах международной стандартизации интегрированные территории Норвегии объединены под общим названием «Шпицберген и Ян-Майен». Так, оно используется Международной организацией по стандартизации и Статистическим отделом ООН, зарегистрирован (но не используется) общий национальный интернет-домен верхнего уровня .sj. Однако административно эти земли не связаны: Ян-Майен входит в губернию Нурланн, а Шпицберген управляется собственным подчиняющимся Министерству юстиции губернатором (норв. Sysselmannen på Svalbard), но обладает при этом специальным статусом, регулируемым на национальном уровне «Законом о статусе Шпицбергена» 1925 года, а на международном — Шпицбергенским трактатом 1920 года.
Этот международный договор установил над архипелагом суверенитет Норвегии, однако объявил его демилитаризованной зоной и предоставил государствам-участникам равное право на эксплуатацию природных ресурсов Шпицбергена, включая территориальные воды. Этим правом в настоящее время, помимо самой Норвегии, пользуются Россия (до 1995 года численность россиян на архипелаге даже превышала число норвежцев) и, в значительно меньшей степени, Польша и КНР. В отличие от остальной Норвегии (включая Ян-Майен), Шпицберген не входит ни в Шенгенскую зону, ни в Европейскую экономическую зону, так как является безвизовой свободной экономической зоной.

## Перечень
| Флаг | Название территории | Регион      | Год обретения | e-домен  | Столица  | Население, чел. | Площадь, км²    |
| --- | ------------------- | ----------- | ------------- | -------- | -------- | --------------- | --------------- |
| Зависимые территории |                     |             |               |          |          |                 |                 |
| | Земля королевы Мод¹ | Атлантика   | 1939¹         | .aq, .no | (Тролль) | около 40        | около 2 700 000 |
| | Остров Буве         | Атлантика   | 1928          | .bv      |          | 0               | 49              |
| | Остров Петра I¹     | Тихий океан | 1931¹         | .aq      |          | 0               | 156             |
| Интегрированные территории |                     |             |               |          |          |                 |                 |
| | Шпицберген²         | Арктика     | 1920²         | .sj, .no | Лонгйир  | 2752            | 61 022          |
| | Ян-Майен            | Атлантика   | 1929          | .sj      |          | 18              | 377             |
| ¹ Не признаётся международным сообществом согласно Договору об Антарктике. ² С ограничениями согласно Шпицбергенскому трактату. |                     |             |               |          |          |                 |                 |

## История обретения
Начало XX века Норвегия встретила бурным подъёмом национального самосознания. В 1905 году путём первого в своей истории референдума она расторгла неравноправную унию со Швецией и низложила шведского короля Оскара II, на норвежский престол вступил датский принц Карл, принявший имя Хокона VII. Молодая нация ощущала потребность в сугубо национальных атрибутах и политических шагах с целью утвердить полноценность своей государственности. Одним из таких проявлений стал норвежский экспансионизм, осложнённый тем, что ко времени обретения страной независимости практически весь мир был уже поделён.

Марки Норвегии: Международный геофизический год (1957) и годовщина Договора об Антарктике, Амундсен (1971). На первой марке показаны территориальные претензии Норвегии

### Зависимые территории
Буве — один из самых отдалённых от континентальной суши островов в мире (после острова Пасхи и островов Тристан-да-Кунья). Из-за этого, а также неудобств высадки до сих пор никто не оставался там на зимовку, а первая продолжительная стоянка на острове произошла только в 1927 году, спустя более чем сто лет после его открытия. Тогда команда корабля «Норвегия» провела там около месяца, а глава экспедиции Ларс Кристенсен объявил остров норвежским.
Указом короля Хокона VII в 1928 году Буве был провозглашён норвежской территорией. В 1929—1930 годах Великобритания отказалась от территориальных претензий на Буве (см. ниже). В 1930 году стортинг принял закон, объявивший острова Петра I, Буве и прилегающие к последнему воды севернее 60° ю. ш. зависимой территорией Норвегии.
В 1938 году Норвегия выдвинула претензии на суверенитет над Землёй королевы Мод. Королевским указом от 14 января 1939 года был образован «Сектор острова Буве» между 20° з. д. и 44°38’ в. д. В указе говорилось:

«Часть материкового побережья, простирающаяся от Зависимых территорий Фолклендских островов (то есть от границы Земли Котса) до границы Австралийского антарктического владения на востоке, вместе с внутренней территорией, расположенной за этим побережьем, и прилегающая часть моря поступают в суверенное владение Норвегии».

Примечательно, что предельная широта норвежского антарктического сектора не определена до настоящего времени, и невозможно вычислить точную площадь владения. На географических картах его широтные границы поэтому обычно отображают произвольной волнистой линией.

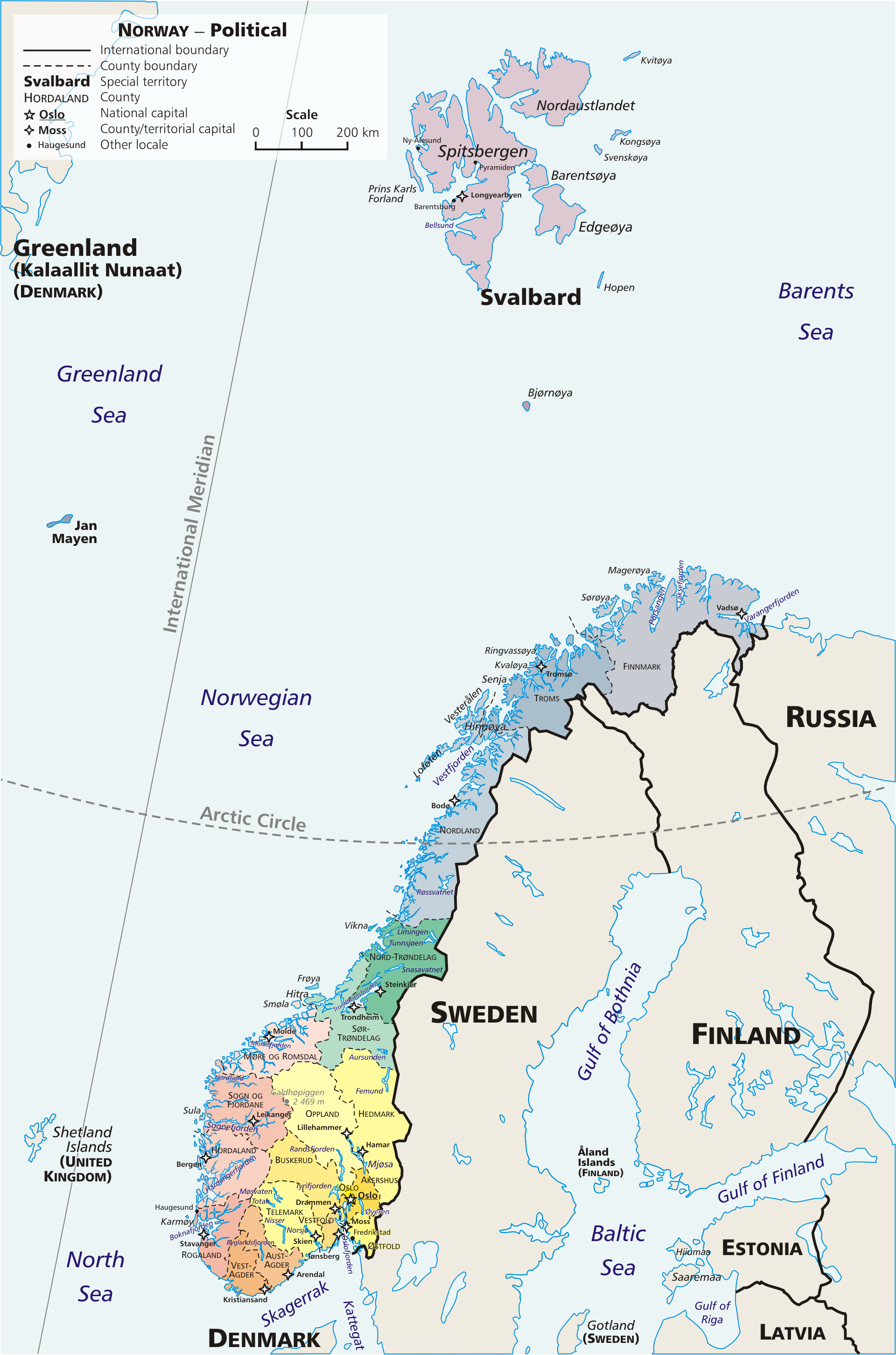
Карта Норвегии, включающая Шпицберген и Ян-Майен

### Интегрированные территории
В норвежских летописях некий Свальбард (Шпицберген) упоминается с 1194 года, хотя достоверное появление норвежцев на архипелаге относится лишь к концу XVIII века. После прихода в упадок в этом же периоде многовекового китобойного и пушного промыслов на протяжении следующих ста лет Шпицберген был фактически заброшен и считался terra nullius. Новый всплеск интереса мировых держав к архипелагу возник с конца XIX века в связи с развитием угледобычи, зарождением полярного туризма и полярной авиации. Добыча угля коммерческими конторами различных стран привела к организации их постоянных поселений. Норвежский суверенитет над архипелагом был признан в 1920 году, но с ограничениями согласно подписанному тогда в Париже Шпицбергенскому трактату (см. выше). С 1925 года Шпицберген официально является частью Королевства Норвегии.
Расположенный примерно в 1 тыс. км западнее Норвегии одинокий остров Ян-Майен с начала XX века осваивался норвежскими охотниками на местных лис и медведей. Под норвежской юрисдикцией это владение оказалось по решению Лиги Наций. В 1921 году на острове была открыта первая метеостанция, спустя год территория была аннексирована, а в 1930 году официально стала частью Королевства Норвегии.

## Территориальные претензии

### Острова Свердрупа
В ходе экспедиции 1898—1902 годов по исследованию тогда неизвестной северной части Гренландии и сопредельных земель норвежский полярный исследователь Отто Свердруп открыл ряд островов на прилегающем Канадском Арктическом архипелаге, в частности острова Свердрупа. Эти территории объявлялись им владениями Норвегии (с направлением документов в МИД), несмотря на наличие претензий тогдашнего британского доминиона Канада, которая объявила своим весь соответствующий сектор Арктики.

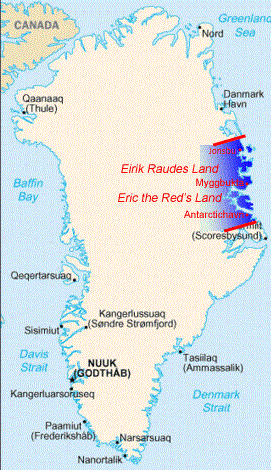
Притязания Норвегии в датской Гренландии в 1931—1933 годах

Поначалу норвежское правительство не проявляло интереса к новым отдалённым заполярным приобретениям, однако в 1928 году затеяло судебную тяжбу с Британской империей, рассчитывая «обменять» их на признание Британией юрисдикции Норвегии над островами Ян-Майен и Буве (открывавшим ворота в Антарктику). Судебные разбирательства, в том числе с привлечением структур Лиги Наций, тянулись более двух лет.
В итоге в ноябре 1930 года Норвегия признала канадский суверенитет над островами Свердрупа, а Великобритания в ответ признала норвежские притязания. Последние документы об отказе от претензий Отто Свердруп подписал буквально за две недели до своей кончины.

### Земля Эрика Рыжего
Параллельно разворачивался и другой связанный с Гренландией сюжет. В 1920-х годах Норвегия потребовала у Дании восточную часть этого острова, обосновывая свои претензии как историческим фактором (Эрик Рыжий основал там первые поселения в X веке), так и экономически: территория использовалась в основном норвежскими судами и китобоями. Дания в ответ потребовала от всех иностранцев покинуть территорию Гренландии, что привело к новым напряжённым переговорам. В 1924 году Дания согласилась с тем, что обе страны имеют право вести там хозяйственную деятельность, охоту и научные исследования.
Однако в июне 1931 года в гренландском посёлке Мигбукта был поднят норвежский флаг и территория была оккупирована, а спустя месяц в Норвегии вышел королевский указ, объявивший государственный суверенитет над восточной Гренландией и провозгласивший создание там зависимой территории Земля Эрика Рыжего. Позже Норвегия и Дания согласились уладить спор в Постоянной палате международного правосудия Лиги Наций, где Норвегия в 1933 году проиграла дело. Территория была возвращена Дании.

### Земля Фритьофа Нансена
Профинансированная норвежским правительством и отправленная на восток в 1893 году арктическая экспедиция Фритьофа Нансена на корабле «Фрам» принесла разочарование: открытая за 20 лет до этого Земля Франца-Иосифа оказалась лишь совокупностью небольших практически полностью покрытых льдом и непригодных для постоянного проживания островков. Нансен убедился, что заполярный архипелаг не имеет продолжения к северо-востоку в виде большой земли и не соединяется с Гренландией через северный полюс.

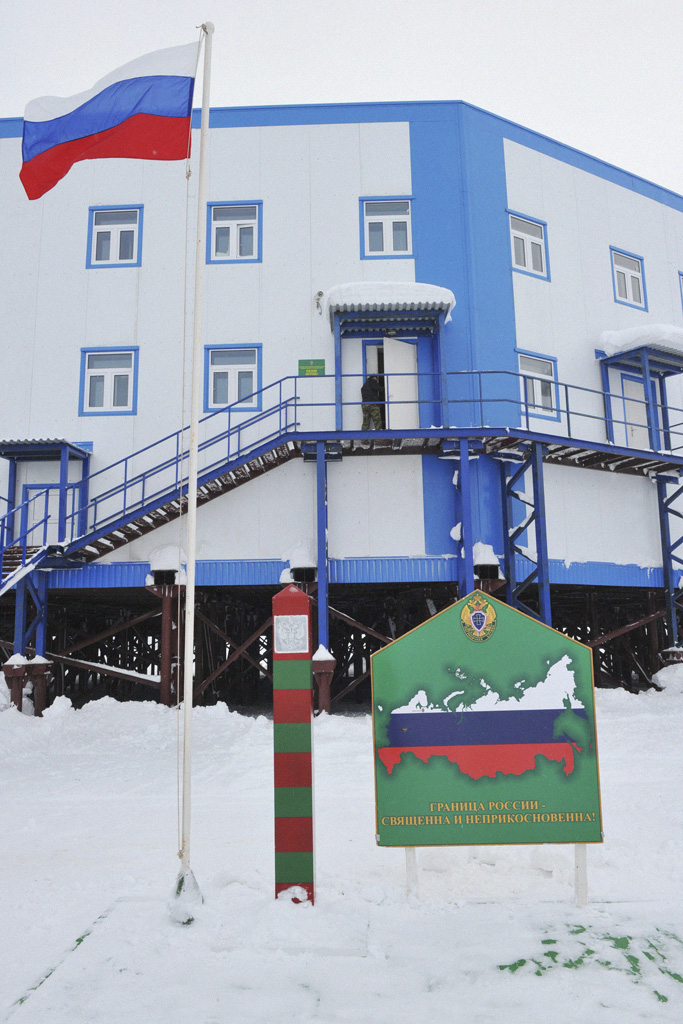
Погранзастава «Нагурское» на Земле Франца-Иосифа (2010)

По условиям стортинга экспедиция Нансена должна была иметь чисто норвежский национальный состав, а предполагавшиеся земли должны были стать владениями Норвегии:135—136. Однако Земля Франца-Иосифа так и не была формально объявлена объектом территориальных претензий ни одной державой — вплоть до 1926 года, когда её аннексировал Советский Союз.
Этот акт оспаривался Норвегией до конца 1920-х годов, безуспешно выдвинувшей свои претензии и попытавшейся переименовать архипелаг в «Землю Фритьофа Нансена»: в отличие от Российской империи, принявшей участие в организации экспедиции Нансена, перед Советской Россией у Норвегии не было моральных обязательств. Но в июле 1929 года Отто Шмидт в ходе полярной экспедиции на ледокольном пароходе «Георгий Седов» водрузил на острове Гукера советский флаг и объявил Землю Франца-Иосифа частью СССР.

### Сектор острова Буве
Закрепление Норвегией своего суверенитета над «Сектором острова Буве», куда вошли, кроме самого этого острова, Земля королевы Мод и остров Петра I, оспаривалось СССР и США. Протест СССР в ноте правительству Норвегии в январе 1939 года был связан, в частности, с тем, что Норвегия объявила своей территорией, помимо Буве, также остров Петра I, открытый русской экспедицией Беллинсгаузена и Лазарева.
Советский Союз тогда указал Норвегии на незаконность её притязаний на «сектор Буве». Было также заявлено, что СССР не предъявляет своих претензий, но оставляет за собой право сделать это на приантарктические земли, открытые российскими мореплавателями. Тем не менее в 1957 году зависимый статус обсуждаемых территорий был закреплён в норвежском законодательстве.
Аналогичная позиция сохранилась у СССР по окончании Второй мировой войны вплоть до 1959 года, когда завершилась работа над международным Договором об Антарктике, замораживающим все территориальные претензии на любые земли южнее 60° ю. ш. Таким образом, единственным международно признанным владением Норвегии в Южном полушарии оказался только сам остров Буве.

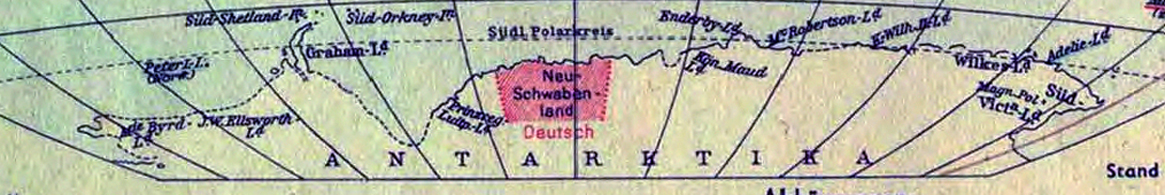
Фрагмент немецкой карты мира 1941 года, показывающий Новую Швабию как владение Германии

### Новая Швабия
В январе 1939 года Третьей германской антарктической экспедицией во главе с полярником Альфредом Ричером, организованной Немецким обществом полярных исследований на корабле «Швабия», были заявлены территориальные претензии нацистской Германии на германский антарктический сектор между 4°50' и 16°30' в. д. — Новую Швабию.
Таким образом, спустя несколько дней после закрепления указом короля Норвегии Хокона VII норвежского суверенитета над Землёй королевы Мод Германия утвердила свой на бо́льшей части этой же территории. При этом находившиеся на «Швабии» самолёты-амфибии произвели подробное фотографирование нового германского владения, через каждые 25-30 км сбрасывая вымпелы.
Спустя 15 месяцев после описанного Третий Рейх захватил саму Норвегию в ходе военной операции «Везерюбунг-Норд». Претензии на Новую Швабию Рейх поддерживал вплоть до своего разгрома в мае 1945 года, причём формально Германия не отказалась от них до настоящего времени, хотя, разумеется, больше не поддерживает.

### Кондоминиум Шпицберген
В феврале 1924 года Советский Союз признал суверенитет Норвегии на Шпицбергене, а в 1935 году присоединился к Шпицбергенскому трактату 1920 года. Однако 12 ноября 1944 года, то есть сразу по окончании Петсамо-Киркенесской операции и освобождении Красной Армией части Северной Норвегии от гитлеровской оккупации наркоминдел СССР Вячеслав Молотов в ходе переговоров с норвежским министром иностранных дел Трюгве Ли поставил вопрос о пересмотре положений Шпицбергенского трактата, касающихся полноты суверенитета Норвегии над архипелагом.
Советский Союз предложил установить двусторонний кондоминиум над Шпицбергеном, а расположенный примерно на полпути между южной оконечностью Западного Шпицбергена и континентальной Норвегией остров Медвежий (180 км²) передать во владение СССР. 9 апреля 1945 года норвежская сторона выдвинула компромисс: заключить соглашение о совместной ответственности Норвегии и СССР за оборону Шпицбергена.
Позже эта тема не получила никакого развития, и 15 февраля 1947 года стортинг специальной резолюцией отказался от возобновления переговоров о совместной обороне архипелага, однако признал, что СССР является государством, имеющим, наряду с Норвегией, особые экономические интересы на Шпицбергене.

## Бывшие заморские земли

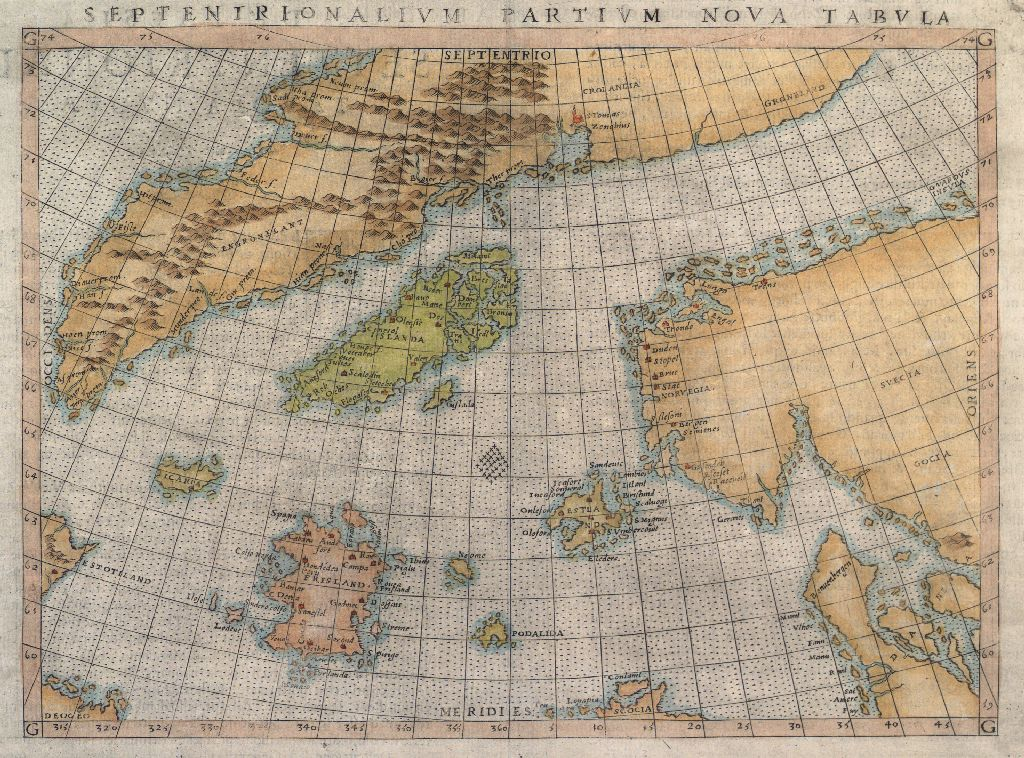
Норвегия, Северная Европа и Гренландия. Карта Джироламо Рушелли (1599)

В период с IX по середину XV века норвежские викинги предпринимали успешные попытки экспансии и талассократической колонизации различных групп островов Северной Европы. Тогда Норвегия владела Гебридскими островами и островом Мэн (Королевство Островов), Оркнейскими, Шетландскими, Фарерскими островами, имела поселения в Шотландии, Ирландии, Исландии, на южном побережье Гренландии и даже на Лабрадоре и Ньюфаундленде (см. Винланд).
Однако после 1319 года Норвежское королевство утратило свой суверенитет, последовательно становясь младшим партнёром в униях со Швецией и Данией, — см. Кальмарская уния, Датско-норвежская уния, Шведско-норвежская уния. Как следствие, история норвежских земель оказалась связана с историей соседних скандинавских государств и потеряла самостоятельное значение.
Владения на Британских островах были утрачены к середине XV века в пользу Шотландии и Англии по экономическим причинам. В результате разгрома наполеоновской Франции, после очередной смены Норвегией партнёра по унии с Дании на Швецию остававшиеся норвежскими заморские земли — Исландия, Гренландия и Фарерские острова — по условиям Кильского мира (1814) оказались в собственности Дании.